# اختبار مرن بالمنظار لعملية البلع مع الاختبار الحسي
اختبار مرن بالمنظار لعملية البلع مع الاختبار الحسي، أو الاختبار الحسي للحنجرة والبلعوم، هو أسلوب يستخدم لفحص الوظائف الحركية والحسية للبلع مباشرة بحيث يمكن إعطاء العلاج المناسب للمرضى الذين يعانون من صعوبات في البلع لتقليل مخاطر الطموح (الطعام). والسوائل التي تدخل الرئتين بدلاً من المعدة وتختنق. اخترع اختبار مرن بالمنظار لعملية البلع مع الاختبار الحسي من قبل دكتور جوناثان إي أفيف، فرز الخلايا باستخدام الإسفار في عام 1993، واستخدمه أطباء الأنف والأذن والحنجرة، أطباء الرئة، أطباء الجهاز الهضمي (المعدة و أطباء الهضم)، أخصائي العناية المركزة وأخصائي أمراض النطق واللغة على مدار العشرين عامًا الماضية.
يتكون البلع من عمليتين متميزتين لكن مترابطتين:1. نقل الطعام والسوائل من الفم إلى المعدة من خلال مجموعة من الحركات العضلية المنسقة في الفم والحنجرة والبلعوم والمريء2. حماية مجرى الهواء لمنع دخول الطعام والسوائل للرئتين. يمكن أن تتعطل عملية البلع الطبيعية هذه بعدة طرق. يمكن أن تحدث المشكلة عندما يتم تقييد الحركات المرتبطة بالبلع بسبب وجود ورم أو أي نوع من الانسداد أو الشلل بعد السكتة الدماغية. إلى جانب المشاكل الحركية، يمكن أن يضعف البلع بسبب الخلل الوظيفي الحسي، أي عندما يفقد الإحساس (القدرة على الشعور) أو ينخفض في أي مكان في منطقة الحلق. يمكن أن يكون فقدان الإحساس ناتجًا عن مشكلة تنشأ في الدماغ، مثل ما يحدث بعد أنواع معينة من السكتة الدماغية، أو يمكن أن يكون نتيجة لإصابة عصبية أو تورم في منطقة الحلق الفعلية.
اختبار مرن بالمنظار لعملية البلع مع الاختبار الحسي هو الاختبار الوحيد المتاح حاليًا والذي يمكنه تحديد ما إذا كان هناك أي فقدان للإحساس في منطقة الحلق. قبل اختراع هذا الاختبار، فحصت جميع اختبارات البلع، سواء كانت اختبارات تعتمد على الأشعة السينية (ابتلاع الباريوم المعدل) أو الاختبارات القائمة على التنظير (تقييم البلع بالتنظير الداخلي الليفي فقط المكون الحركي للبلع دون فحص الجانب الحسي للبلع أو القدرة على الشعور.

## تقنية
اختبار مرن بالمنظار لعملية البلع مع الاختبار الحسي هو إجراء للمرضى الخارجيين يتضمن تمرير منظار رفيع مرن عبر الأنف إلى البلعوم. يتكون الاختبار من جزأين. الجزء الأول يقيم الإحساس في البلعوم وحماية مجرى الهواء. يتم تقييم حماية مجرى الهواء عن طريق إرسال نبضات هوائية إلى منطقة الحلق التي يغذيها العصب المبهم، وهي منطقة الحلق الواقعة بين أعلى الطيات الصوتية إلى طرف لسان المزمار من أجل تحفيز رد الفعل الوقائي للمجرى الهوائي. يسمى منعكس المقربة الحنجرية. هذا المنعكس، الذي يحدث عندما يتم تحفيز أنسجة الحلق، يتسبب في إغلاق الطيات الصوتية من أجل حماية مجرى الهواء من دخول الطعام إلى الرئتين. نظرًا لأن القصبة الهوائية تقع بالقرب جدًا من أنبوب الطعام (المريء)، فإن هذا يعد رد فعل حاسمًا للعمل بشكل جيد في جميع الأوقات. لا يؤدي تحفيز هذا المنعكس إلى حماية مجرى الهواء فحسب، بل يؤدي أيضًا إلى بدء البلع. عند بدء البلع، ترتفع الحنجرة إلى بوصتين، مبتعدة عن المريء، وبالتالي تعمل كغطاء إضافي لمجرى الهواء.
أثناء جزء إدارة نبض الهواء من الاختبار، يتم تحديد ما إذا كان رد الفعل منعكس المقربة الحنجرية الذي يبدأ البلع يستجيب بشكل كافٍ. تعتمد الاستجابة على قدرة العصب المبهم على الشعور بحيث يمكنه إرسال الدافع بشكل صحيح إلى الدماغ لبدء عمل منعكس المقربة الحنجرية. إذا كان هناك أي إصابة أو تورم في العصب المبهم، فسوف يتضاءل الإحساس. نتيجة لذلك، سوف يتأثر رد الفعل المسؤول عن حماية مجرى الهواء. أثناء الاختبار الحسي، تبين أن من الضروري وجود حافز أقوى بكثير لاستنباط منعكس المقربة الحنجرية إذا كان هناك أي حساسية من العصب المبهم. يتضمن الجزء الثاني من اختبار اختبار مرن بالمنظار لعملية البلع مع الاختبار الحسي إعطاء الطعام للمريض وتتبع مكان انتقال الطعام في منطقة الحلق. عادة ما يتم إعطاء تلوين الطعام الأخضر في الطعام لتتبع الطعام أثناء انتقاله على طول أنسجة الحلق الطبيعية ذات اللون الوردي.
إذا لوحظ أن الطعام المعطى يلتصق على جانب واحد من الحلق، وهو ما يسمى "بقايا الطعام"، فهذا يعني عادة أن هناك نقصًا في الإحساس أو ربما حتى مشكلة في الحركة / الحركة في هذا الجانب المعين من الحلق. علاج هذا التنميل المكتشف في الحلق هو تعليم المريض بعد ذلك أن يدير رأسه إلى الجانب المخدر من الحلق عند البلع. هذه المناورة، التي تسمى "دوران الرأس"، تغلق بشكل فعال الجانب المخدر من الحلق، لذلك عندما يبتلع الطعام لا يتعرض إلا للجانب الطبيعي من الحلق، وبالتالي يضمن ابتلاع أكثر أمانًا (في الجانب الطبيعي لا توجد بقايا لذلك لا توجد فرصة لسقوط البقايا عن طريق الخطأ في الطيات الصوتية ثم إلى الرئتين (الشفط).

### إصابة العصب المبهم
عندما يكون هناك تلف في العصب الذي يغذي الحلق، يمكن أن يتأثر العصب المبهم والوظيفة الحركية والحسية لأن المبهم يحتوي على ألياف عصبية حركية وحسية. ومع ذلك، حتى تم تطوير الاختبار الحسي، لم تكن هناك طريقة لتقييم فقدان الحواس من إصابة العصب المبهم. السعال المزمن هو أحد أكثر أعراض إصابة العصب المبهم شيوعًا. إذا نظر الطبيب إلى الحبال الصوتية لمريض مصاب بسعال مزمن، فسيبدو أنها تفتح وتغلق بشكل طبيعي، ولكن إذا تم إجراء اختبار حسي، فستعطي نتائج غير طبيعية مما يشير إلى أن الألياف العصبية الحسية للمبهم قد تضررت بطريقة ما. هذا من شأنه أن يسمح بتشخيص وعلاج أكثر دقة.
هناك حالة سريرية أخرى حيث يكون تقييم الإحساس الحنجري مفيدًا في المرضى الذين يشكون من آلام الحلق. مرة أخرى، عند فحص حلق هؤلاء المرضى، إذا بدا أن كل شيء يسير على ما يرام، غالبًا ما يشعر الأطباء بالحيرة بشأن مصدر آلام الحلق. من خلال الاختبار الحسي، يمكن للمرء أن يثبت أن أنسجة الحلق مخدرة، مما يدل على بعض الأضرار التي لحقت بالألياف الحسية للمبهم، وبالتالي تحديد إصابة العصب المبهم كسبب لألم المريض. وهذا ما يسمى بألم العصب المبهم ويمكن بعد ذلك البدء في علاج الألم العصبي.
دائمًا ما يتم إجراء اختبارات حسية على كلا الجانبين الأيمن والأيسر من الحلق ويجب أن تكون المستويات الحسية متماثلة، أي أن الجانب الأيمن من الحلق يجب أن يكون عادةً مساويًا للجانب الأيسر. ومع ذلك، إذا تم تحديد أثناء الاختبار الحسي أن أحد الجانبين طبيعي وأن الجانب الآخر يعاني من عجز حسي، فمن المحتمل أن يكون هناك شيء ما قد أصاب العصب المبهم في مكان ما على طول مساره الممتد من الدماغ إلى الرقبة. نتيجة لذلك، عندما يكون هناك فقدان غير متماثل للأعصاب الحسية، يجب إجراء تصوير للرقبة والدماغ لمعرفة مكان حدوث انسداد أو إصابة على طول مسار العصب المبهم.

## مؤشرات للفحص الحسي للحلق

### مرض الجزر الحمضي
على مدار العشرين عامًا الماضية، يرجع ذلك أساسًا إلى العمل مع الاختبارات الحسية التي أجراها أطباء الجهاز الهضمي (أطباء المعدة) وأخصائي أمراض الرئة (أطباء الرئة)، وقد ثبت أن الاختبارات الحسية و اختبار مرن بالمنظار لعملية البلع مع الاختبار الحسي لها تطبيقات إضافية تتجاوز تقييم وظيفة البلع.
على سبيل المثال، الأشخاص المصابون بمرض الارتجاع الحمضي، وخاصة أولئك الذين يعانون من حرقة الحلق، عادةً ما يكون لديهم تورم في الحبال الصوتية بسبب سنوات من التلف الحمضي. لن يكون للأحبال الصوتية المصابة بالحمض ردود أفعال حادة مثل الحبال الصوتية غير المتورمة. لذلك، فإن الطموح شائع عند الأشخاص المصابين بمرض ارتداد الحمض المزمن. يمكن للاختبارات الحسية تحديد وتقييم التورم من أجل علاج أفضل. إن قوة نبض الهواء التي تُعطى أثناء الاختبار الحسي للأحبال الصوتية المصابة بالحمض بسبب مرض ارتجاع الحمض ستكون بالضرورة أكبر بكثير من أجل إثارة منعكس في مجرى الهواء من الأنسجة غير المنتفخة.